# Mobile Orchestra
Mobile Orchestra è il quinto album in studio del progetto musicale statunitense Owl City, pubblicato nel luglio 2015.

## Tracce
1. Verge (featuring Aloe Blacc) – 3:33
2. I Found Love – 3:39
3. Thunderstruck (featuring Sarah Russell) – 4:07
4. My Everything – 3:45
5. Unbelievable (featuring Hanson) – 3:13
6. Bird With a Broken Wing – 3:55
7. Back Home (featuring Jake Owen) – 3:09
8. Can't Live Without You – 3:11
9. You're Not Alone (featuring Britt Nicole) – 3:54
10. This Isn't the End – 3:23